# Kuramoto Takashi
Takashi Kuramoto (sinh ngày 8 tháng 8 năm 1984) là một cầu thủ bóng đá người Nhật Bản.

## Sự nghiệp câu lạc bộ
Takashi Kuramoto đã từng chơi cho Oita Trinita và Mito HollyHock.